# Pantera de las montañas Azules
La pantera de las Montañas Azules es el nombre dado a lo que puede ser un gran felino exótico de Australia que ha sido notificado por los residentes del área de las Montañas Azules, en el oeste de Sídney, Nueva Gales del Sur, durante más de un siglo.